# Sisquer (La Vansa Fornols)
Sisquer es una entidad de población española del municipio de La Vansa Fornols, perteneciente a la provincia de Lérida, en la comunidad autónoma de Cataluña. En 2022, la entidad singular de población tenía empadronados catorce habitantes y el núcleo de población, doce.